# Acarosporales

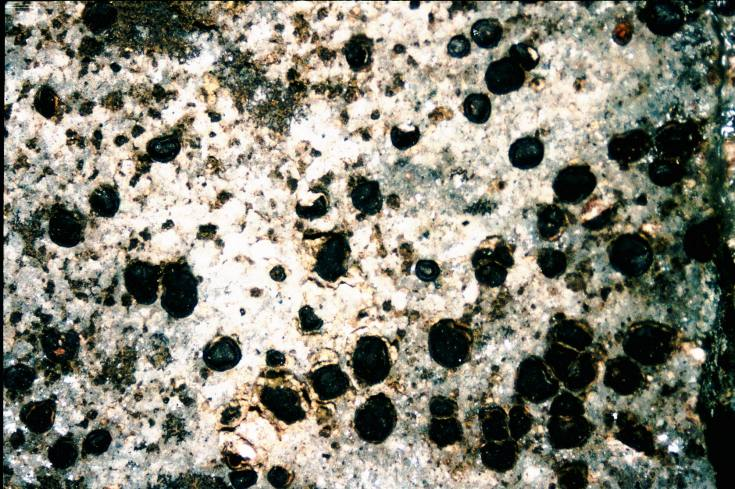
Polysporina simplex, 8-fache Vergrößerung, Maryland, USA

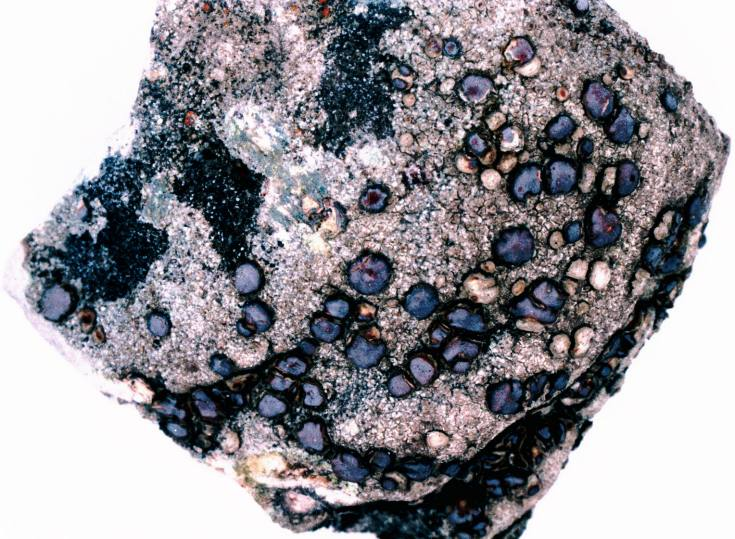
Sarcogyne regularis auf Kalkgestein, Michigan, USA

Die Acarosporales sind eine isoliert stehende Ordnung der Schlauchpilze, die eine eigene  Unterklasse Acarosporomycetidae bilden.

## Merkmale
Die Fruchtkörper (Ascomata) sind auf den Thalli sitzend oder in diese eingesenkt. Sie sind scheibenförmig oder perithecisch. Das Hymenium ist nicht amyloid. Die Paraphysen sind schwach bis kaum verzweigt, septiert, sowie schwach bis kaum anastomosierend. Die Asci sind funktionell unitunicat, nicht amyloid und bilden viele Sporen, meist über 100 Ascosporen pro Ascus. Die Ascosporen sind hyalin, klein, nicht septiert.

## Lebensweise
Die Acarosporaceae sind Flechtenbildner. Ihre primären Photobionten sind Grünalgen der Gattungen  Trentepohlia und seltener Myrmecia. Der Acarospora Peak, ein Berg in der Antarktis, ist nach der Flechte Acarospora emergens benannt, die dort gefunden wurde.

## Systematik
Die Familie wurde früher zu den Lecanorales gestellt. DNA-Sequenzvergleiche haben eine isolierte Stellung der Familie gezeigt, worauf sie 2004 in eine eigene Unterklasse Acarosporomycetidae der Klasse Lecanoromycetes gestellt wurde. Sie ist die basale Gruppe der Lecanoromycetes und die Schwestergruppe aller übrigen Lecanoromycetes. 2014 wurde die Familie Eigleraceae mit der einzigen Gattung Eiglera in die Ordnung Acarosporales gestellt. Sie ist daher nicht mehr monotypisch.
Mit Stand August 2023 besteht die Ordnung daher aus zwei Familien mit folgenden Gattungen:
- Acarosporaceae
  - Acarospora mit ungefähr 200 Arten
  - Caeruleum mit zwei Arten
  - Glypholecia mit einer Art
  - Lithoglypha mit einer Art
  - Myriospora mit 9 Arten
  - Pleopsidium mit 4 Arten
  - Polysporina mit 10 Arten
  - Sarcogyne mit 28 Arten
  - Thelocarpella mit einer Art
  - Timdalia mit einer Art
  - Trimmatothelopsis mit einer Art

- Eigleraceae
  - Eiglera mit zwei Arten